# Ќ
Kje (Ќ ќ, chữ nghiêng: Ќ ќ) là một chữ cái trong bảng chữ cái Kirin, chỉ được sử dụng trong bảng chữ cái tiếng Macedonia, trong đó nó đại diện cho âm /c/ hoặc âm /tɕ/. Kje là chữ cái thứ 24 trong bảng chữ cái của ngôn ngữ này. Nó được phiên âm là ⟨ḱ⟩ hoặc đôi khi là ⟨ķ⟩ hoặc ⟨kj⟩.
Những từ có âm này thường có cùng nguồn gốc với những từ trong tiếng Serbia-Croatia với ⟨ћ⟩/⟨ć⟩ và trong tiếng Bulgaria với ⟨щ⟩, ⟨т⟩ hoặc ⟨к⟩. Ví dụ: ноќ trong tiếng Macedonia (noḱ, ban đêm) tương ứng với ноћ (noć) trong tiếng Serbia-Croatia, và нощ (nosht) trong tiếng Bulgaria. Tên họ kết thúc bằng -ić được đánh vần là -иќ trong tiếng Macedonia.

## Các chữ cái liên quan và các ký tự tương tự khác
- Ḱ ḱ: Chữ Latinh K với dấu sắc
- Ķ ķ: Chữ Latinh K với móc đuôi
- К к: Chữ Kirin Ka
- Ћ ћ: Chữ Kirin Tshe
- Ѓ ѓ: Chữ Kirin Gje
- Ť ť: Chữ Latinh T với dấu mũ ngược

## Mã máy tính
| Kí tự               | Ќ                           | Ќ                           | ќ                         | ќ                         |
| ------------------- | --------------------------- | --------------------------- | ------------------------- | ------------------------- |
| Tên Unicode         | CYRILLIC CAPITAL LETTER KJE | CYRILLIC CAPITAL LETTER KJE | CYRILLIC SMALL LETTER KJE | CYRILLIC SMALL LETTER KJE |
| Mã hóa ký tự        | decimal                     | hex                         | decimal                   | hex                       |
| Unicode             | 1036                        | U+040C                      | 1116                      | U+045C                    |
| UTF-8               | 208 140                     | D0 8C                       | 209 156                   | D1 9C                     |
| Tham chiếu ký tự số | &#1036;                     | &#x40C;                     | &#1116;                   | &#x45C;                   |
| Code page 855       | 151                         | 97                          | 150                       | 96                        |
| Windows-1251        | 141                         | 8D                          | 157                       | 9D                        |
| ISO-8859-5          | 172                         | AC                          | 252                       | FC                        |
| Macintosh Cyrillic  | 205                         | CD                          | 206                       | CE                        |